# Chatka Górzystów
Chatka Górzystów – schronisko turystyczne mieszczące się na Hali Izerskiej położonej w Górach Izerskich. Na hali tej istniała kiedyś wieś Gross-Iser, a budynek schroniska i stojąca obok niego drewutnia są jej jedyną pozostałością (mieściła się w nim szkoła). Osada została całkowicie zniszczona w latach powojennych.

## Historia
Przed II wojną światową w Gross-Iser mieszkało około 240 osób. Mieszkali oni w 43 domach, funkcjonowały 3 gospody, 2 schroniska, kawiarnia, straż pożarna, była leśniczówka, domek myśliwski i szkoła. W 1938 roku zbudowano nowy budynek szkolny. Posiadał główną klasę z pokojem na bibliotekę, pomieszczenie do prac ręcznych dla chłopców (dzisiaj drewutnia) i kuchnię dla dziewcząt. Na piętrze mieszkał nauczyciel wraz z rodziną. W dzisiejszej jadalni mieściła się stajnia. Obok szkoły stała dzwonnica.
10 maja 1945 roku Gross-Iser zostało zajęte przez rosyjskich żołnierzy. Zabili oni właściciela schroniska Paula Hirta. Pochowano go niedaleko obecnego schroniska.  
W 1945 szkoła posiadała kompletną instalację wodociągową i kanalizacyjną oraz oświetlenie we wszystkich pokojach. Po wojnie szkołę zdewastowano i ogołocono z większości sprzętów i wielu elementów konstrukcyjnych.
Po 1945 roku wysiedlono wszystkich mieszkańców, a domy rozebrano. Ocalał tylko budynek nowej szkoły.  
Budynek szkoły na schronisko (początkowo studenckie) zaadaptowali studenci z Wyższej Szkoły Inżynieryjnej z Zielonej Góry w połowie lat 80. XX wieku (do tego momentu należał do Nadleśnictwa Świeradów).
W schronisku mieszkają Wiesława i Sławomir Polańscy z dziećmi.

## Turystyka
Szlaki piesze:
 − czerwony, prowadzący z Chatki Górzystów do Jakuszyc przez schronisko turystyczne „Orle”
 − niebieski ze Świeradowa-Zdroju i dalej do Szklarskiej Poręby
 − żółty z Przełęczy Łącznik i dalej do Rozdroża Izerskiego
Trasy rowerowe:
Nr 9 − Trasa Towarzystwa Izerskiego (Konna Ścieżka)
Nr 10 − Trasa Interferii
Nr 13 − Izerska Pętla